# 茶和布底
茶和布底（ちゃわふてい、生年不詳 - 1360年、Trà Hoa Bồ Đề）は、チャンパ王国（占城国）の14世紀の国王（在位：1342年 - 1360年）。
チャンパ国王の制阿難の娘婿となった。1342年、制阿難の死後に王子の制某を追放して即位した。1353年、陳朝の援助を受けた制某に攻められたが、これを撃退した。晩年には陳朝に頻繁に侵入した。
| スタブアイコン | サブスタブ | この項目は、まだ閲覧者の調べものの参照としては役立たない、人物に関連した書きかけの項目です。この項目を加筆・訂正などしてくださる協力者を求めています（P:人物伝/PJ:人物伝）。 |